# إيفو سفوبودا (سياسي)
إيفو سفوبودا (بالتشيكية: Ivo Svoboda)‏ هو اقتصادي وسياسي تشيكي، ولد في 6 أبريل 1948، وتوفي في 23 فبراير 2017 في التشيك. حزبياً، نشط في الحزب الاجتماعي الديمقراطي (تشيكيا). انتخب عضو برلمان وانتخب Finance Minister of the Czech Republic ‏ (22 يوليو 1998 – 20 يوليو 1999).